# Renaissance Football Club de Daoukro
Le RFC Daoukro est un club de football de la ville de Daoukro, située au centre de la Côte d'Ivoire. En 2008, le club évolue en Championnat de division régionale, équivalent d'une « 4e division »  et il est présidé par Mme Henriette Lagou.  

## Palmarès
- Coupe de Côte d'Ivoire
  - Finaliste : 2002

## Anciens joueurs
- Kouakou Brice